# 平野貴也
平野 貴也（ひらの たかや、1969年9月-） は、日本のスポーツ学者、元ウィンドサーフィン選手、元名桜大学人間健康学部スポーツ健康学科教授。博士（スポーツ健康科学）。コーチ学・野外教育が専門、その指導は水泳・マリンスポーツ・ウインタースポーツと多岐にわたり、多くの優秀なアスリートを育成している。現在は一般社団法人レジャースポーツ研究所の代表として、マリンレジャーの振興、地域活性、指導者育成などの活動に従事している。

## 略歴・人物
- 1969年 愛知県に生まれる
- 1988年 愛知県立半田高校卒業
- 1992年 鹿屋体育大学体育学部体育・スポーツ課程卒業
- 1994年 鹿屋体育大学大学院体育学研究科修了
- 1994年 横浜YMCAスポーツ専門学校 専任講師
- 2005年 名桜大学人間健康学部スポーツ健康学科 専任講師
- 2009年 名桜大学人間健康学部スポーツ健康学科 准教授

（2010年より設置団体が学校法人から公立大学法人に変更）
- 2015年 名桜大学人間健康学部スポーツ健康学科 教授
- 2015年 名桜大学大学院国際文化研究科 教授
- 2024年　一般社団法人　レジャースポーツ研究所　代表理事
- 2024年　レジャーサービス　エルスポーツ・ラボ主宰

## 研究分野
- スポーツコーチング
- 海洋スポーツ
- 野外教育・
- スポーツビジネス
- スポーツツーリズム

## 著書・主要論文・連載

### 著書
- 『生涯スポーツ実践論　改訂5版』（市村出版、2024年）
- 『SUP Textbook for Basic　SUP愛好者のための基礎知識』（デザインエッグ社、2021年）
- 『日本スタンドアップパドルボード指導者協会公認インストラクターテキスト』第１版（日本SUP指導者協会、2018年）
- 『日本スタンドアップパドルボード指導者協会アクティビティーリーダーテキスト』（日本SUP指導者協会、2018年）
- 『生涯スポーツ実践論　改訂4版』（市村出版、2018年）
- 『やんばるとスポーツ』やんばるブックレット②（沖縄タイムス社、2017年）
- 『海で遊ぶと手に入るモノは？－海洋教育と地域活性－』名桜叢書第2集　やんばるに根ざす　（公立大学法人　名桜大学,2015）
- 『日本スタンドアップパドルボード協会公認アドバンスインストラクターテキスト』(日本スタンドアップパドルボード協会、2015年）
- 『名桜叢書　第2集　やんばるに根差す』（出版舎MUGEN、2015年）
- 『日本スタンドアップパドルボード協会公認ベーシックインストラクターテキスト』(日本スタンドアップパドルボード協会、2013年）
- 『生涯スポーツ実践論 改訂3版』(市村出版、2012年）
- 『野外教育入門シリーズ第3巻 水辺の野外教育』(杏林書院、2012年）

### 主要論文
- 大学生ウインドサーファーの活動環境に対する認知：テキストマイニングを用いた活動地域による検討：海洋人間学雑誌第13巻第3号（2024）
- バーチャルスポーツイベント参加者のイベント満足度と行動意図－Tour de Okinawa Challenge2020参加者に着目して―：レジャー・レクリエーション研究　第99巻（2023）
- 体育実技事例集 ⑵：名桜大学教員養成支援センター年報（2022）
- 水泳授業における泳能力と授業に対する評価―新型コロナウイルス感染症拡大防止対策下の講義を対象に：―名桜大学教員養成支援センター年報  第6号（2021）
- アウトドアスポーツイベントにおけるサービスクオリティとイメージフィットが観戦者の行動意図に及ぼす影響：ウインドサーフィン・ワールドカップ観戦者に着目して：海洋人間学雑誌 第9巻 第3号（2021）
- スタンドアップパドルボード（SUP）の活動環境における実施者の配慮行動と保全意識：海洋人間学雑誌第9巻 第1号（2020）
- 観戦型スポーツイベントにおける観戦者の満足度と行動意図に関する研究－ウインドサーフィン・ワールドカップのサービスクオリティに着目して：環太平洋地域文化研究, NO.1（2020）
- 日本におけるウインドサーフィンの普及過程と普及戦略：生涯スポーツ学研究, 第14巻2号（2018）
- スクーバ・ダイビング実習が大学生の気分変容に及ぼす影響について：名桜大学教員養成支援センター年報第3号（2018）
- スキー・スノーボード実習における授業評価：名桜大学教員養成支援センター年報第3号（2018）
- スタンドアップパドルボード（SUP）の実施環境、活動満足度、行動意図の関連性について：名桜大学紀要第23号（2018）
- 沖縄県における離島を活用した体験活動の効果―テキストマイニングを用いた分析―：生活体験学習研究第17巻（2017）
- 競技水泳のパフォーマンス評価における選手の自己観察と指導者の他者観察の関係：名桜大学総合研究　第26号(2017)
- 離島における体験活動が児童に与える影響：名桜大学紀要第22号（2017）
- スタンドアップパドルボード（SUP）愛好者の実状と普及のための課題:日本海洋人間学会　第４巻第１号(2015)
- 『スポーツコミットメント尺度の作成－信頼性及び妥当性の検討』(名桜大学総合研究、2013年)
- 『高校生のセーリング競技への参加動機に関する研究―セーリング経験年数とスポーツ経験による比較』(名桜大学紀要、2012年）
- 『セーリングスポーツにおけるコミュニケーション行動尺度の作成と検討』(レジャー・レクリエーション研究、2009年)
- 『ウインドサーフィン競技におけるGPSを活用した指導法の検討』 (名桜大学紀要、2008年)
- 『学生ウインドサーファーの参加動機および活動継続要因について』 (名桜大学総合研究、2007年)
- 『ウインドサーフィンにおけるジャイビング・イメージの言語化』 (名桜大学総合研究、2006年)
- 『黎明期におけるウインドサーフィンの普及に関する研究－日本ウインドサーフィン協会(JWA)の活動を中心に』(レジャー・レクリエーション研究、2004年)
- 『我が国におけるウインドサーフィンの特許とオリンピック導入に関する研究』(スポーツ産業学研究、2001年)
- 『ウインドサーフィンにおけるセールの変遷』(スポーツ産業学研究、2000年）

### 連載
- コラム「南風」連載（琉球新報、2021年7月～12月、全13回） https://ryukyushimpo.jp/hae/entry-1414596.html
- 『Windsurfing　Renaissance』連載(マリン企画　月刊Hi-Wind、2005年～2006年)
- 『Windsurfing　NAVI』連載(マリン企画　隔月刊Hi-Wind、2006年～2012年)

## 所属学会
- 日本レジャー・レクリエーション学会
- 日本海洋人間学会
- 日本生涯スポーツ学会
- 日本野外教育学会
- 日本スポーツ産業学会
- 日本スポーツマネージメント学会

## 役職
- 日本オリンピック委員会セーリング競技強化スタッフ(2007年～)
- 日本セーリング連盟RS-X級強化合宿ナショナルチームコーチ(2007、2008年)
- 沖縄県セーリング連盟理事(2009年～)
- 国民体育大会セーリング競技沖縄県監督(2005年～)
- 国立沖縄青少年交流の家 教員免許更新講習会 講師
- 日本体育協会公認コーチ・上級コーチ講習会 講師
- 沖縄スタンドアップパドルボード連盟 理事（2012年～）
- 日本スタンドアップパドルボード協会 資格認定委員会 理事（2012～2018年）
- 沖縄県体育協会 スポーツ指導者養成講習会 講師
- 沖縄県体育協会　理事
- 沖縄県スポーツ協会競技力向上委員会　委員
- 沖縄県スポーツ協会指導者育成委員会　委員
- 沖縄県スポーツツーリズム実施委員会　委員
- 沖縄県指定管理者制度運用委員会　委員
- 沖縄県スポーツイベント支援委員会　委員
- 沖縄県指定管理者制度運用委員会　委員
- 日本ＳＵＰ（スタンドアップパドルボード）指導者協会　理事（2018年～）
- 内閣府　沖縄型産業中核人材育成事業実行委員会　委員長
- 沖縄県観光振興基金検討委員会　委員
- 沖縄県スポーツアイランド沖縄形成に向けた付加価値構築支援補助金事業運営委員会 副委員長
- うるま市中学校部活動の地域移行に関する検討委員会　委員
- 沖縄県スポーツ協会　総合型地域スポーツクラブ登録審査委員会　委員
- 恩納村赤間総合運動公園機能強化整備計画策定　委員
- 沖縄県スポーツ協会　理事

## 資格
- 日本セーリング連盟公認 Ｂ級ジャッジ
- 日本セーリング連盟公認 エリアレースオフィサー
- 日本体育協会公認 上級コーチ（セーリング）
- 日本スキー連盟公認 スノーボード正指導員
- 一級小型船舶操縦士免許
- 日本スポーツ協会公認　コーチⅣ
- 日本スポーツ協会　コーチディベロッパー
- 日本ＳＵＰ指導者協会公認レベルⅢインストラクター
- 日本ＳＵＰ指導者協会公認Ａ級検定員
- 日本キャンプ協会キャンプディレクター1級

## その他
- 公益財団法人　沖縄県体育協会　令和元年度スポーツ指導者等表彰（2020年）
- 公益財団法人　日本スポーツ協会公認スポーツ指導者等表彰（2021年）